# (400342) 2007 UY132
(400342) 2007 UY132 es un asteroide perteneciente al cinturón de asteroides descubierto el 20 de octubre de 2007 por el equipo del Mount Lemmon Survey desde el Observatorio del Monte Lemmon, Arizona, Estados Unidos.

## Designación y nombre
Designado provisionalmente como 2007 UY132.

## Características orbitales
2007 UY132 está situado a una distancia media del Sol de 2,399 ua, pudiendo alejarse hasta 2,938 ua y acercarse hasta 1,860 ua. Su excentricidad es 0,224 y la inclinación orbital 3,281 grados. Emplea 1357,32 días en completar una órbita alrededor del Sol.

## Características físicas
La magnitud absoluta de 2007 UY132 es 17,4. 